# Authuille
Authuille é uma comuna francesa na região administrativa de Altos da França, no departamento de Somme. Estende-se por uma área de 3,58 km². Em 2010 a comuna tinha 164 habitantes (densidade: 45,8 hab./km²).